# Patrons entrellaçats islàmics
Els patrons entrellaçats islàmics són patrons de línies i formes que tradicionalment han dominat l'art islàmic. Es poden dividir en dos tipus: l'arabesc, que utilitza corbes i elements basats en les plantes, i el girih, que utilitza majoritàriament formes geomètriques amb línies rectes o corbes regulars. Els dos grups es van originar a partir dels patrons entrellaçats de l'Imperi Romà d'Orient i l'art copte.
La seva propietat de recobrir el pla de forma tessel·lada amb figures de diferent complexitat i diversos patrons geomètrics ha despertat interès a Occident, no només en artesans i altres artistes incloent M. C. Escher, o en historiadors com Eva Baer, sinó també a matemàtics i físics com Peter James Lu i Paul Steinhardt, que al 2007 van afirmar que les rajoles del santuari de Darb-e Imam a Esfahan podrien generar patrons quasi-periòdics com la tessel·lació de Penrose.
Moltes de les tècniques de disseny utilitzades originàriament són desconegudes, així que alguns matemàtics han descrit formes de recrear-les, per exemple utilitzant la tècnica de polígons en contacte de Hankin.

## Exemples

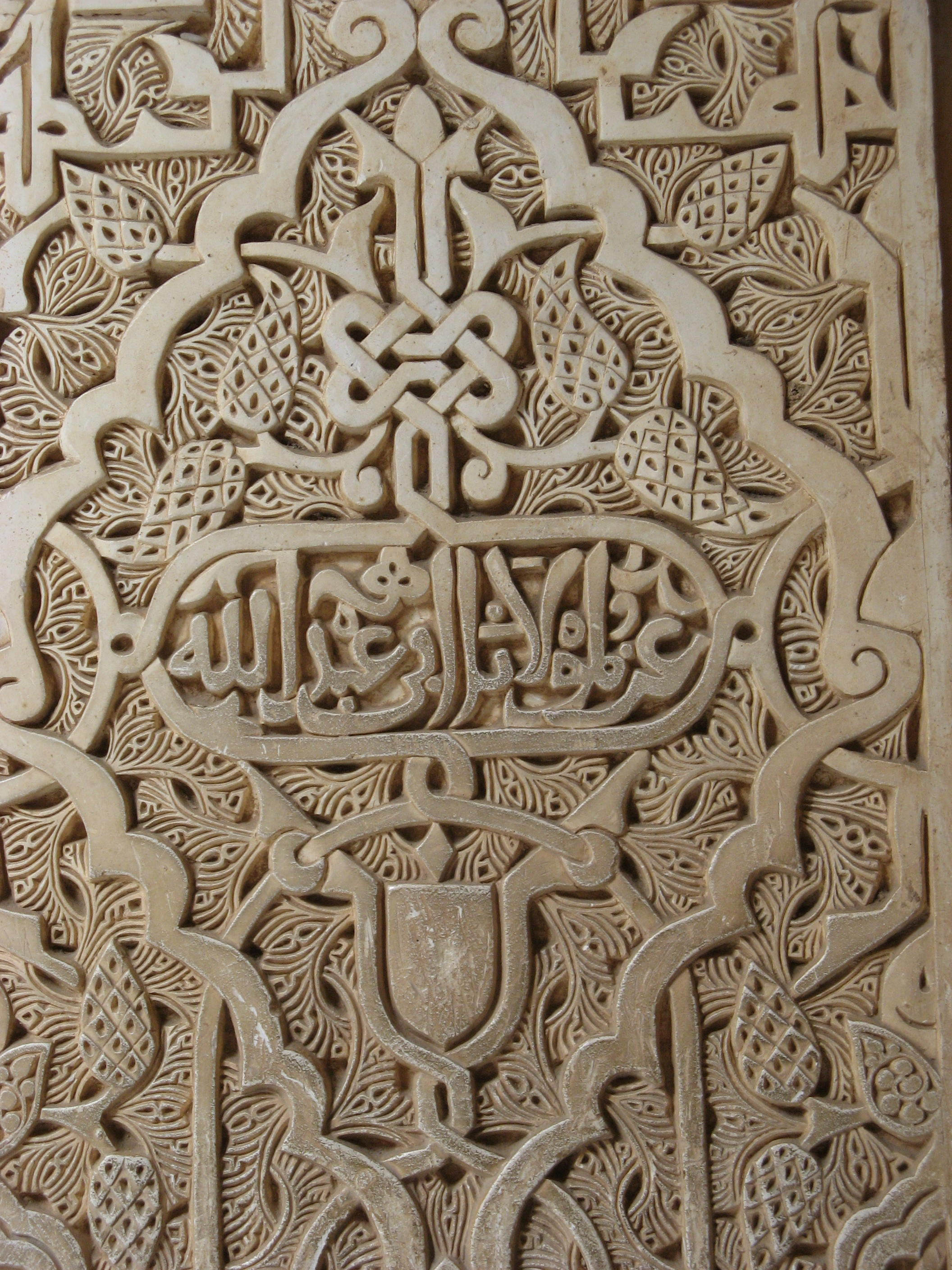
Medalló arabesc inscrit a l'Alhambra.
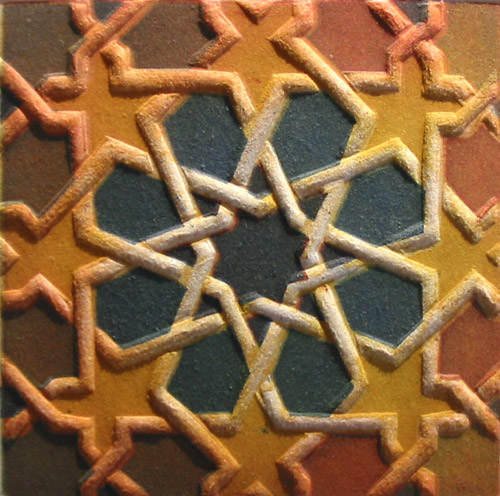
Ceràmica vidriada amb patrons geomètrics islàmics entrellaçats amb estrelles de vuit puntes.
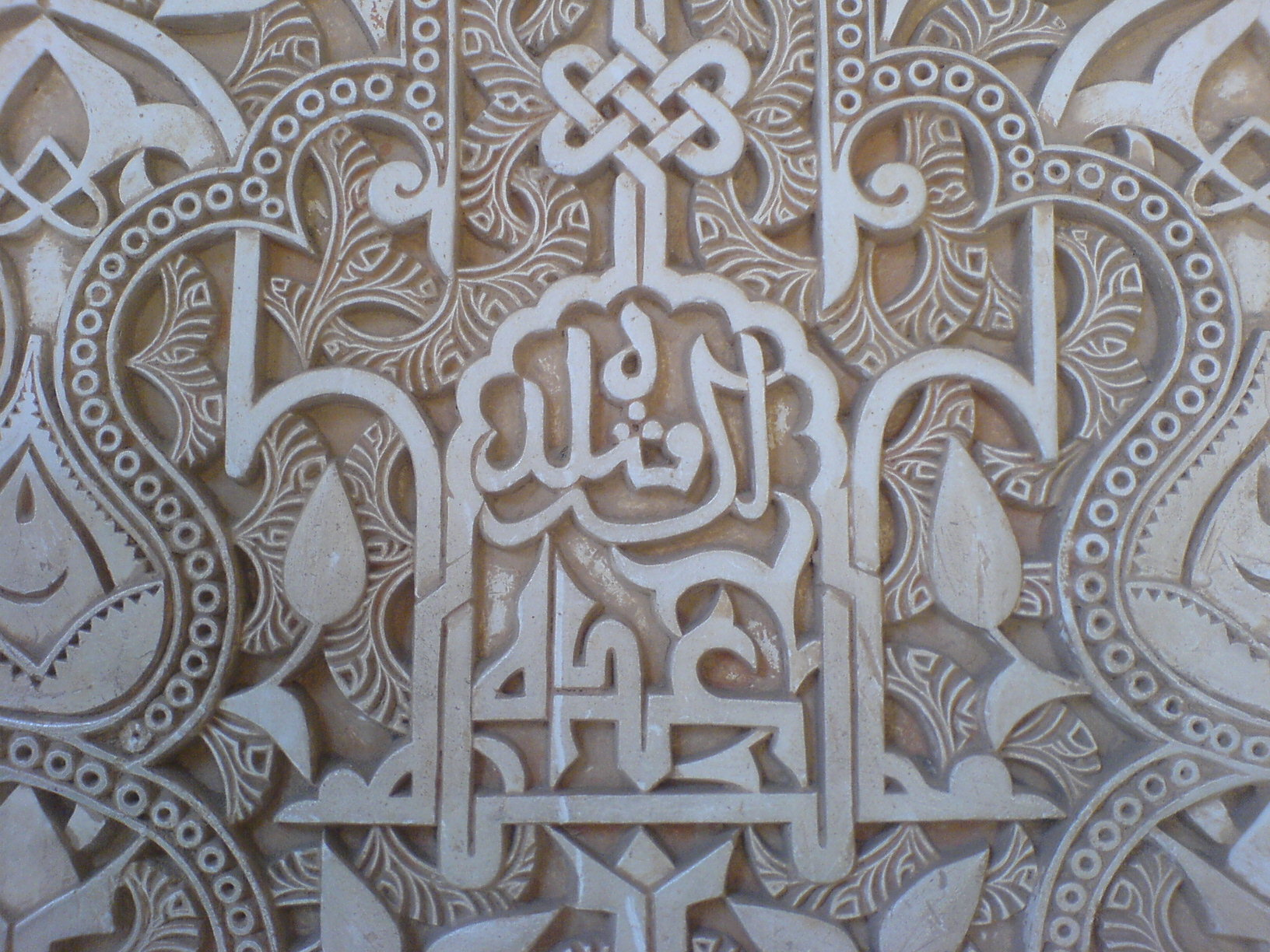
Pati dels lleons, a l'Alhambra.
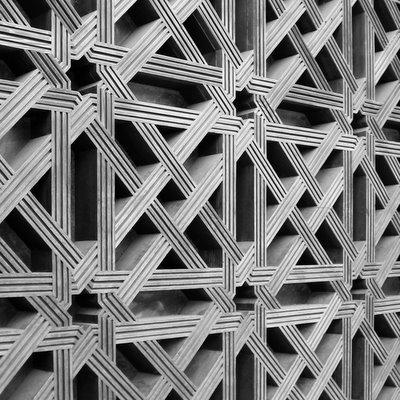
Reixa decorativa a la mesquita de Còrdova.
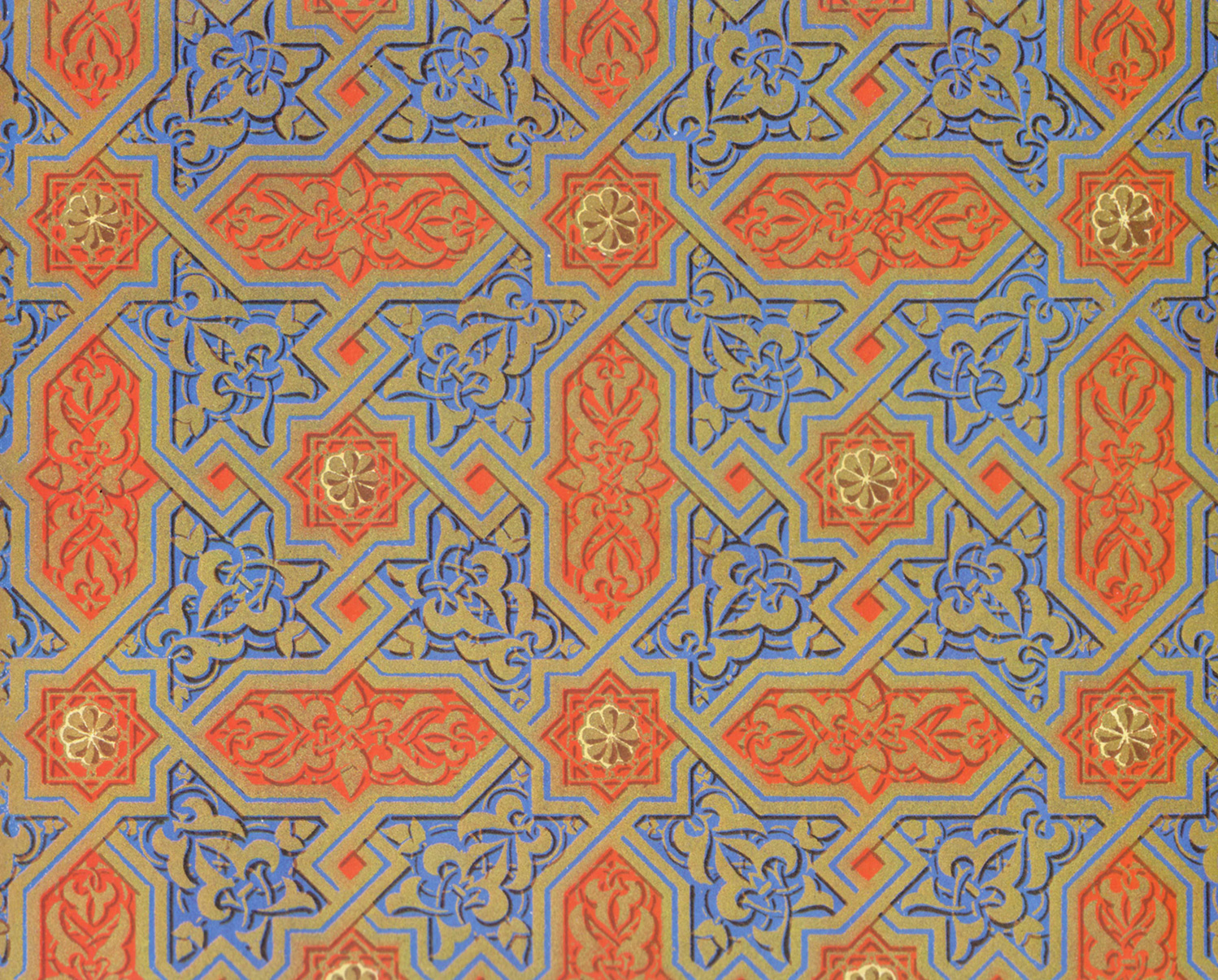
Grup de paper pintat p4, de The Grammar of Ornament (1856), fet per l'arquitecte Owen Jones
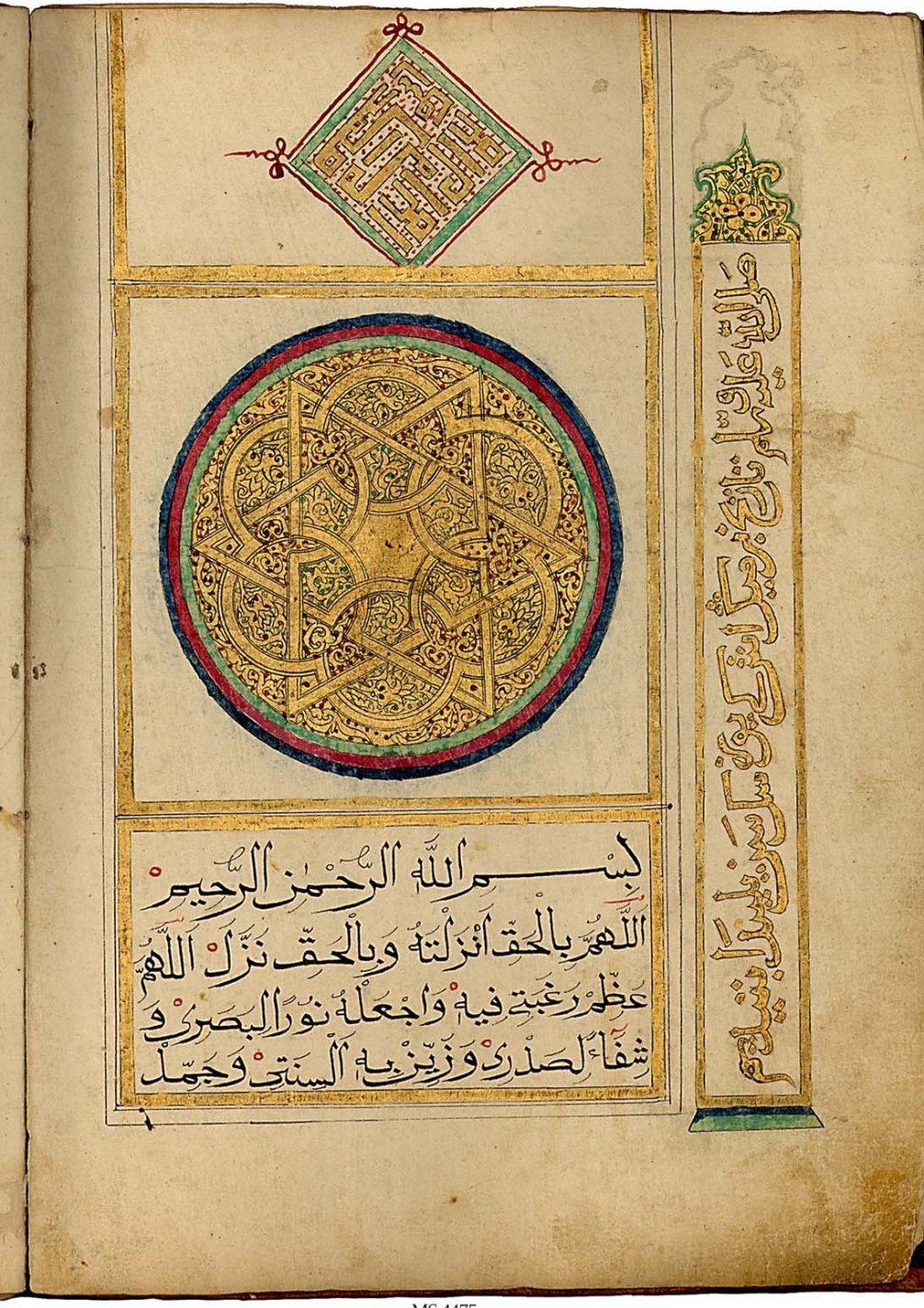
Alcorà amb medalló geomètric de sis cercles solapats i una estrella de sis puntes.
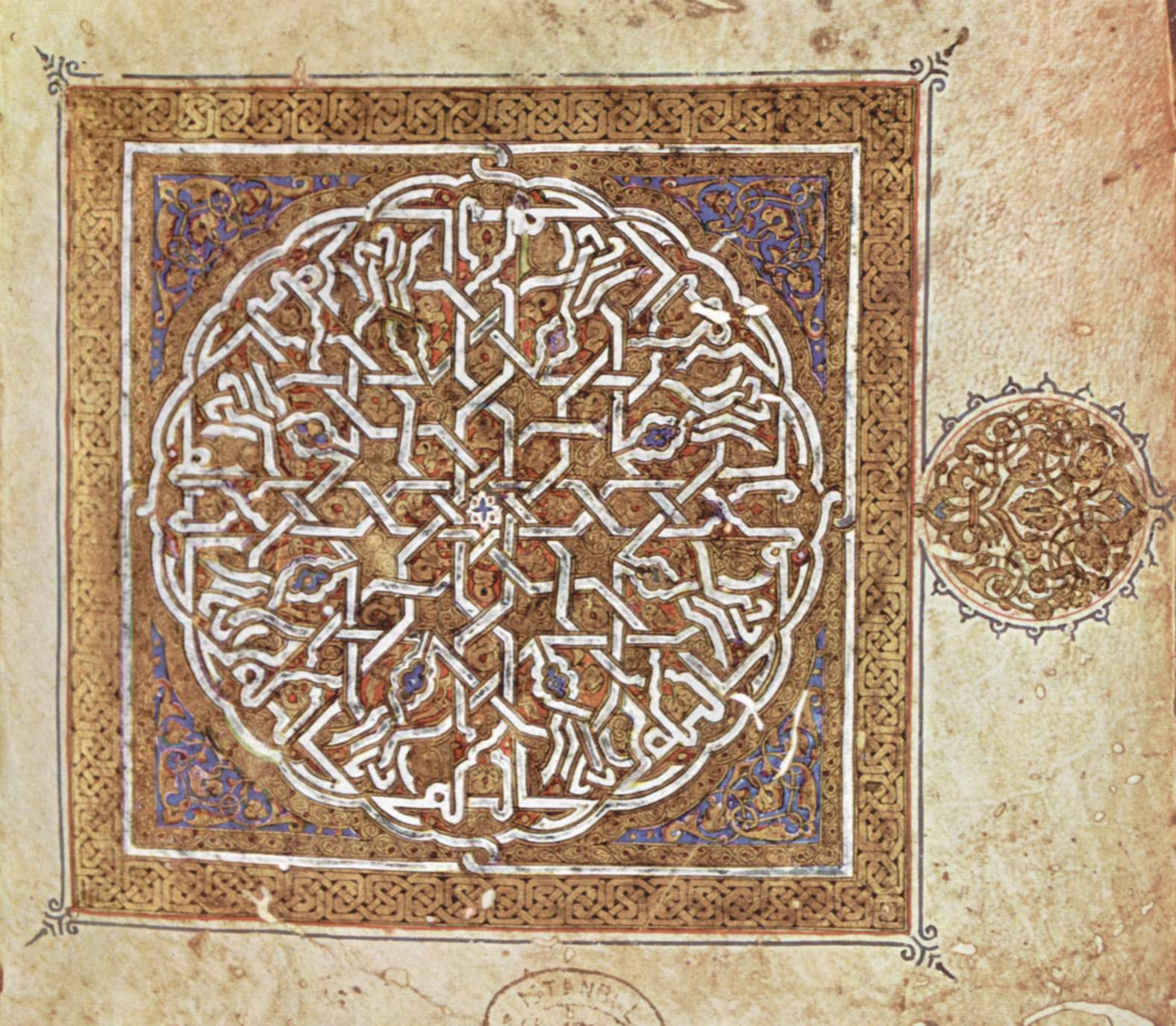
Ornament geomètric amb dibuix de nusos creuats a un Alcorà.
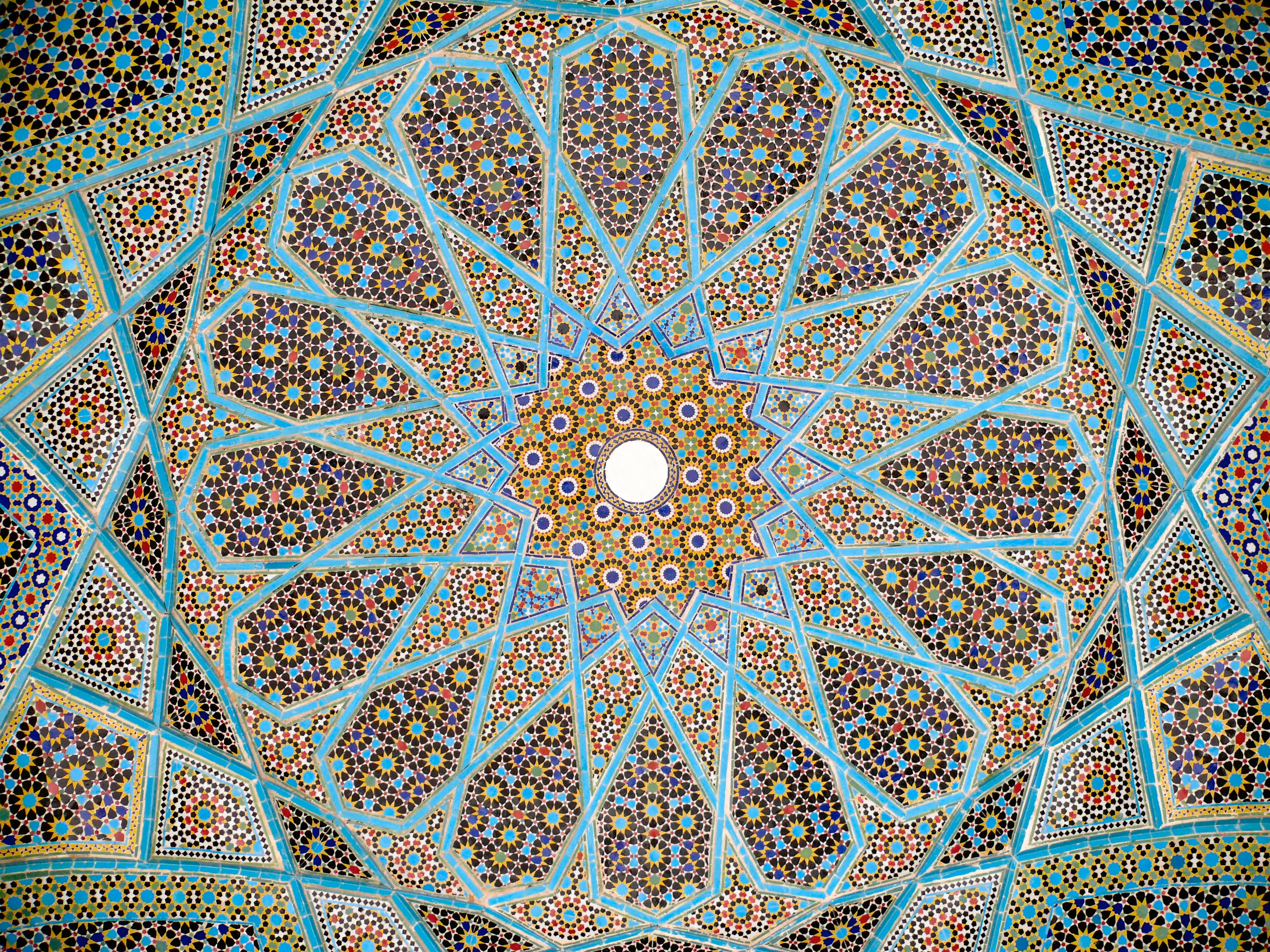
Sostre de la tomba de Hafez.
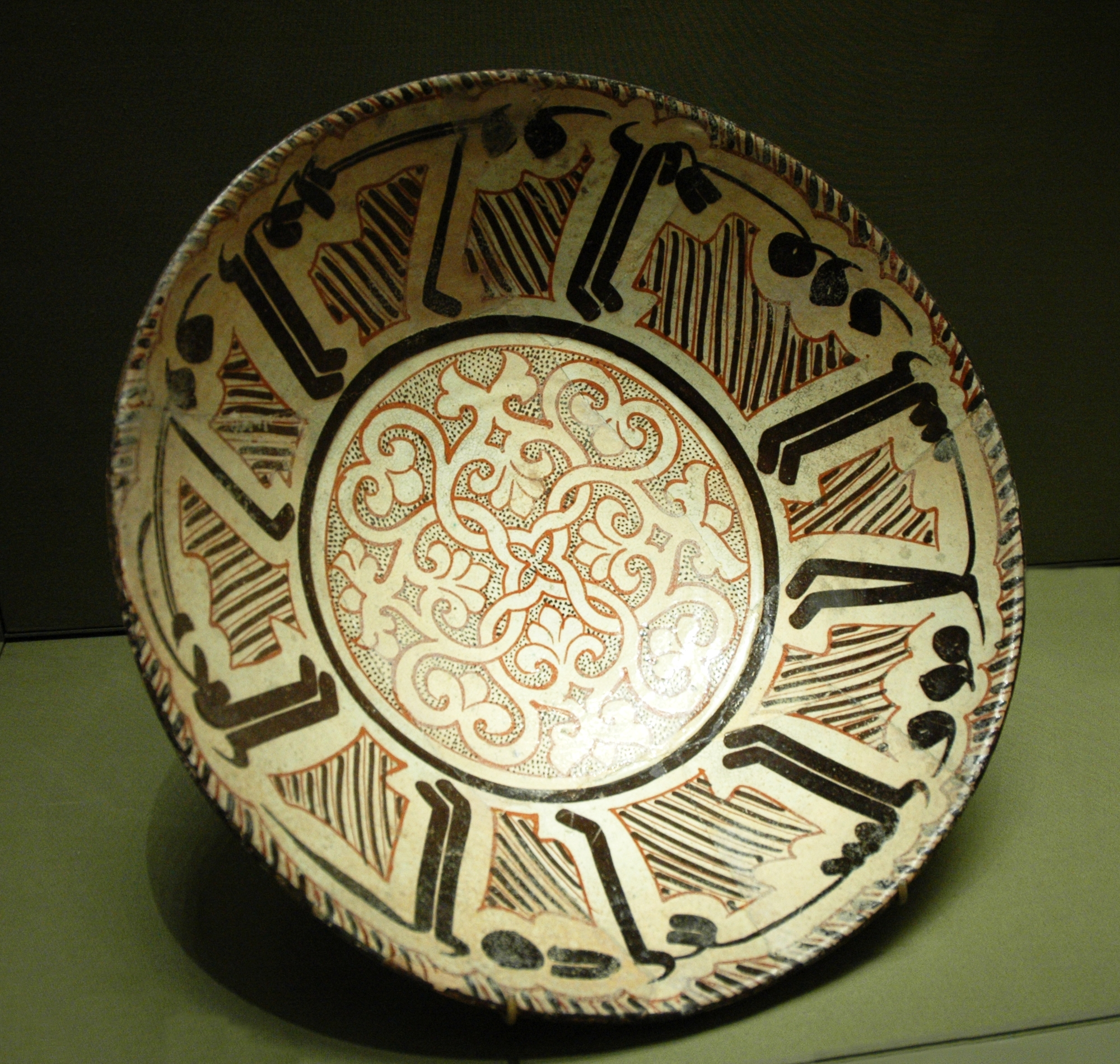
Bol d'ofrenes de Nixapur.